# Rocar Autodromo U812
Il Rocar Autodromo U812 è un prototipo di autobus urbano, prodotto in Romania sul finire degli anni '90.

## Generalità
Tale modello è frutto del sodalizio tra l'azienda rumena "Rocar" di Bucarest e l'italiana "CAM" (acronimo di Carrozzeria Autodromo Modena).

## Caratteristiche
L'aspetto è quello di un moderno autobus italiano, carrozzato dalla nota azienda di Modena, correntemente detta "Autodromo".
Costruito in allestimento urbano, è un mezzo lungo 12 metri, con guida a sinistra, motore posteriore, tre porte rototraslanti, ampi finestrini, un grande parabrezza rettangolare sovrastato da un ampio display luminoso, indicante numero di linea e percorso.

## Diffusione
Il "Rocar Autodromo U812" è presente solo in Romania, nella città di Bucarest.
Mercoledì 18 Giugno 2014 il prototipo ha avuto un incidente grave, così è stato accantonato in un deposito.

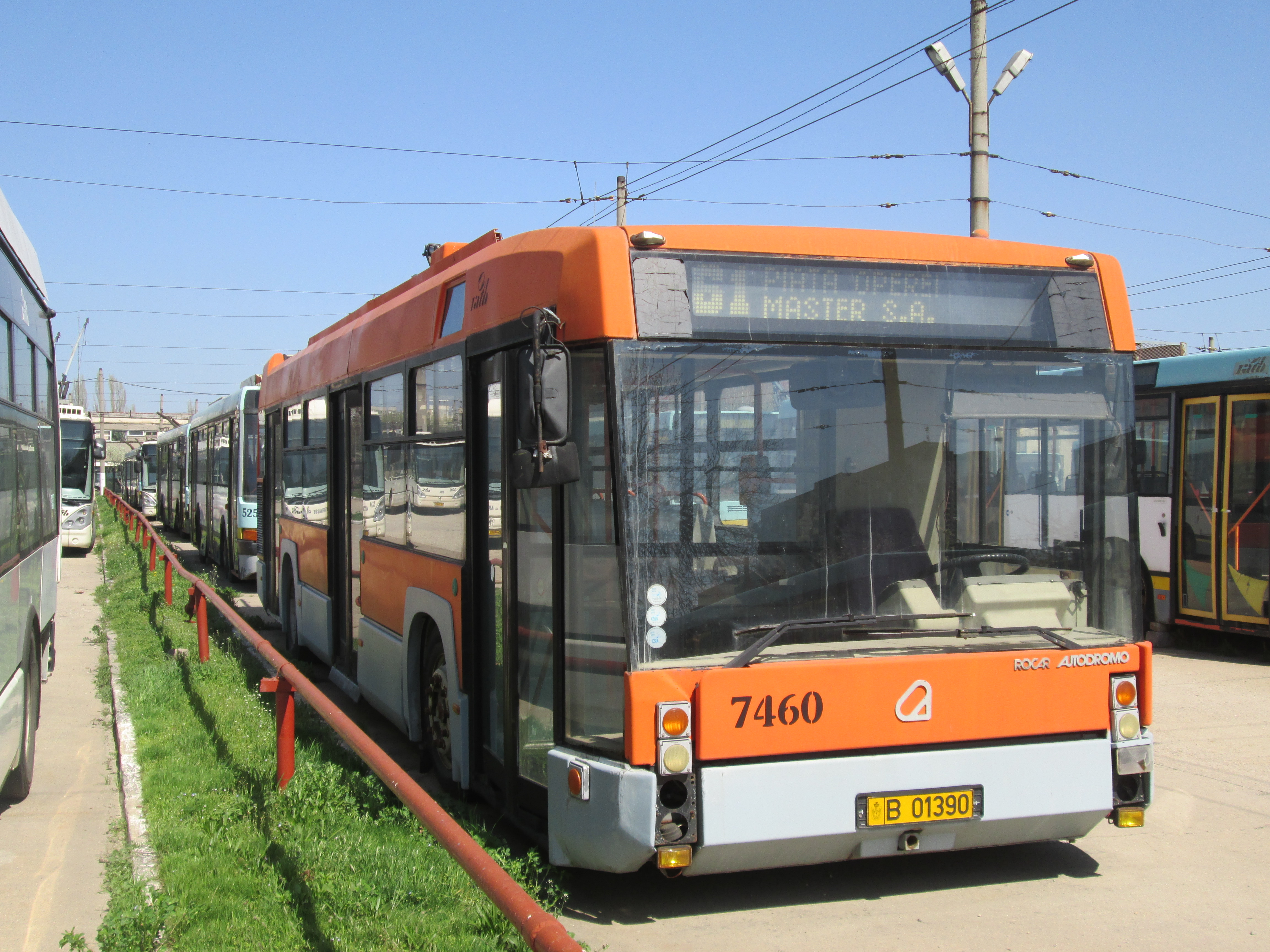
Filobus "Rocar Autodromo E812" n. 7460 sulla depo Bujoreni

## Versioni
È stato realizzato anche un prototipo filoviario (EA812) presente, anche in questo caso, nella sola città di Bucarest.